# Bilon
Bilon est un village qui fait partie du département du Haut-Nyong, situé dans la région de l’Est de la république du Cameroun.

## Population
Selon le recensement réalisé en 2005, le village comptait 1 644 habitants, dont 822 femmes et 882 hommes.